# Michael Phelps (cestista)
Michael Phelps (Vicksburg, 3 ottobre 1961) è un ex cestista statunitense, professionista nella NBA.

## Carriera
È stato selezionato dai Seattle SuperSonics al settimo giro del Draft NBA 1985 (144ª scelta assoluta).